# Barry Seal: Nebeský gauner
Barry Seal: Nebeský gauner (v anglickém originále American Made) je americká životopisná komedie z roku 2017. Film režíroval  Doug Liman, scénář k němu napsal Gary Spinelli a v titulní roli ztvárnil Tom Cruise. Snímek popisuje život bývalého pilota Trans World Airlines, Barryho Seala, který se v osmdesátých letech stal pašerákem drog pro Medellínský kartel. Seal se snažil vyhnout vězení, a tak osloví vládu Spojených států a stane se informátorem pro Národní úřad pro kontrolu obchodu s drogami.
Film měl v Česku premiéru v kinech dne 24. srpna 2017.

## Obsazení
| Tom Cruise         | Barry Seal                      |
| Sarah Wright       | Lucy Seal, Barryho manželka     |
| Domhnall Gleeson   | Monty Schafer                   |
| Jayma Mays         | Dana Sibota                     |
| Jesse Plemons      | šerif Downing                   |
| Lola Kirke         | Judy Downing, šerifova manželka |
| Lara Grice         | reportérka                      |
| Frank Licari       | Franks, zvláštní agent ATF      |
| Alex Quarles       | syn Barryho a Lucy              |
| Jed Rees           | Louis Finkle                    |
| Caleb Landry Jones | JB, mladší bratr Lucy           |
| Connor Trinneer    | George W. Bush                  |
| Jay Jablonski      |                                 |

## České znění
| Postava       | Herec / herečka    | Dabér / dabérka  |
| ------------- | ------------------ | ---------------- |
| Barry Seal    | Tom Cruise         | Gustav Bubník    |
| Monty Schafer | Domhnall Gleeson   | Michal Holán     |
| Lucy Seal     | Sarah Wright       | Anna Brousková   |
| Downing       | Jesse Plemons      | Martin Sobotka   |
| JB            | Caleb Landry Jones | Oldřich Hajlich  |
| Dana Sibota   | Jayma Mays         | Jitka Jirsová    |
| Judy Downing  | Lola Kirke         | Kateřina Lojdová |
| Jorge Ochoa   | Alejandro Edda     | Radek Kuchař     |
| James Rangel  | Benito Martinez    | Martin Stránský  |

## Produkce

### Natáčení
Hlavní natáčení filmu začalo dne 27. května 2015 v americkém státě Georgie. Natáčelo se v okresech Cherokee, Clayton, DeKalb, Fulton, Gwinnett, Morgan a Pickens. Dne 20. srpna 2015 přijel Tom Cruise do Medellínu v Kolumbii a 31. srpna do Santa Marty, aby vyhledal vhodné lokace pro natáčení filmu.

### Havárie letadla
Letecká nehoda při natáčení filmu v Kolumbii dne 11. září 2015 měla za následek smrt dvou lidí a vážné zranění dalšího člena štábu. Letadlo (dvoumotorový Aerostar), které přepravovalo členy štábu (tři americké piloty), se vracelo na Letiště Enriqua Olaya Herrery v Medellínu, ale kvůli špatnému počasí došlo k havárii. Dva mrtví muži byli později identifikováni jako Carlos Berl a Alan Purwin, který byl zakladatelem a prezidentem společnosti Helinet Aviation, která poskytuje vládním organzacím technologie leteckého dozoru. Americký pilot Jimmy Lee Garland byl vážně zraněn a převezen do místní nemocnice.

## Recenze
- Mirka Spáčilová, iDNES.cz  [1]
- František Fuka, FFFilm  [2]
- Rimsy, MovieZone.cz  [3]

## Nominace a ocenění
| Ocenění                      | Datum            | Kategorie  | Nominovaný         | Výsledek |
| ---------------------------- | ---------------- | ---------- | ------------------ | -------- |
| Detroit Film Critics Society | 7. prosince 2017 | Objev roku | Caleb Landry Jones | nominace |